# Résistons
Pour les articles homonymes, voir R! et RES.
 (février 2024).
Résistons (abrégé R! ou RES) est un parti politique français fondé en 2016 par Jean Lassalle, alors député des Pyrénées-Atlantiques et candidat à l'élection présidentielle de 2017 puis celle de 2022.

## Historique
Début 2016, Jean Lassalle critique la position de François Bayrou sur l’élection présidentielle de 2017 (candidature conditionnée par le succès ou non d'Alain Juppé à la primaire de la droite). Le 3 mars 2016, il laisse entendre qu'il envisage une candidature à l'élection présidentielle. L'officialisation de celle-ci a lieu le 17 mars 2016 dans un entretien accordé à La République des Pyrénées.
Le 22 août 2016, Jean Lassalle quitte le MoDem. En octobre suivant, il nomme son mouvement de campagne « Résistons ! ». Il obtient notamment le soutien de Gérard Schivardi, dirigeant du Parti ouvrier indépendant démocratique. De son côté, Jean Lassalle parraine Philippe Poutou (NPA), candidat lui aussi à cette élection.
Le 18 mars, la candidature de Jean Lassalle à l'élection présidentielle est validée par le Conseil constitutionnel qui retient 708 parrainages, parmi lesquels les maires de communes rurales sont largement représentés.

À l'issue du premier tour, le 23 avril 2017, le député des Pyrénées obtient 435 365 voix, soit 1,21 % des voix, arrivant en septième position sur onze candidats. En vue du second tour, il ne donne pas de consigne de vote. Il est le candidat qui a dépensé le moins d'argent pendant sa campagne avec moins de 250 000 euros.

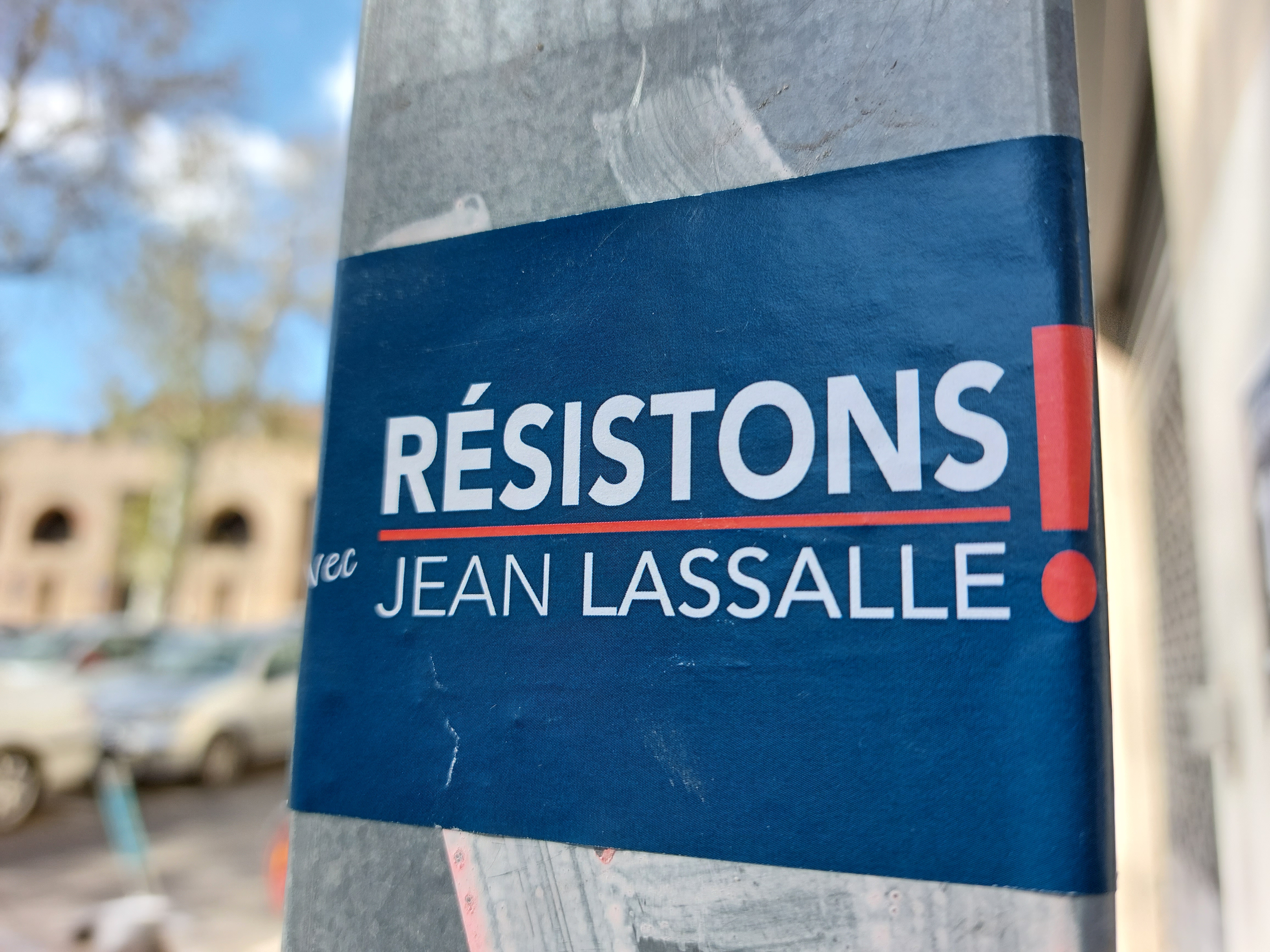
Autocollant "Résistons avec Jean Lassalle !" à Marseille dans le Midi

À la suite de l'élection présidentielle, son mouvement de campagne Résistons prend l'allure d'un parti politique, puisqu'il est désormais possible d'y adhérer et qu'[Interprétation personnelle ?]il présente des candidats aux élections législatives de 2017. Dans le reste des circonscriptions, Résistons présente 21 autres candidats sur les 50 prévus.
En janvier 2018, Jean Lassalle, député et président du mouvement, indique dans un entretien pour Valeurs actuelles avoir la « volonté de conduire » sa propre liste avec une ligne eurosceptique en déclarant : « si j’avais été anglais, j’aurais voté pour le Brexit ». Dans le même journal, le 3 mai 2018, il précise cette intention : une « Europe des nations et des peuples […] est la seule voie […] permettant de conjuguer l'intérêt supérieur des nations et la nécessaire poursuite de l'idée européenne ». Début mai 2018, Valeurs actuelles publie un sondage Harris Interactive, selon lequel 9 % des sondés pourraient « certainement », et 18 % « probablement », « envisager de voter pour une liste de promotion des territoires conduite par Jean Lassalle ».
Approché par Nicolas Dupont-Aignan, Jean Lassalle refuse de retirer sa liste pour rejoindre l’alliance proposée par Debout la France.
En avril 2019, Résistons renonce à présenter une liste aux élections européennes, faute de moyens financiers.
Résistons porte des candidats aux élections régionales de 2021 dans plusieurs régions de France. En Nouvelle-Aquitaine, Eddie Puyjalon, président du Le Mouvement de la ruralité (LMR) et conseiller régional sortant, annonce la préparation d'une liste dont il prendrait la tête, et portée par son mouvement et Résistons dont figure Julien Lassalle frère de Jean Lassalle. En Occitanie, le parti fait une liste commune avec Bastir Occitanie conduite par Jean-Luc Davezac.
Jean Lassalle annonce vouloir se présenter à l'élection présidentielle de 2022, le 16 mars 2021. Il atteint les 500 parrainages d’élus nécessaires le 17 février 2022 et, par conséquent, figure en lice sur la liste officielle des 12 candidats finalistes du 7 mars 2022. Pendant sa campagne présidentielle, il fait un tour de France en bus. Son slogan de campagne est « La France authentique ». Son projet est rédigé dans un livre portant le même nom.
Le 10 avril, à l'issue du premier tour de la présidentielle, il recueille 1 101 690 voix, soit 3,13 % des suffrages exprimés.
Le parti annonce présenter des candidats aux élections législatives de 2022. Le 2 mai 2022, Jean Lassalle annonce ne pas se représenter dans sa circonscription, invoquant une intervention à cœur ouvert. Il soutient la candidature de son frère Julien Lassalle pour lui succéder.
En septembre 2023, le parti investit deux listes pour les élections sénatoriales de 2023 en Seine-et-Marne et dans le Nord.
Jean Lassalle confirme, en septembre 2023, son intention de conduire une liste pour Résistons pour les élections européennes de 2024. Le mercredi 28 février 2024, Jean Lassalle annonce sur la chaine TV Agri la candidature officielle du parti pour ces mêmes élections.

## Positionnement politique
Ce parti est généralement classé au centre, ou au centre droit,,,.
Avec l'agriculture et la ruralité comme principaux thèmes de campagne,,,,,,,, il est décrit comme ruraliste par la presse,. Sa ligne économique est souverainiste, et protectionniste.

## Identité visuelle

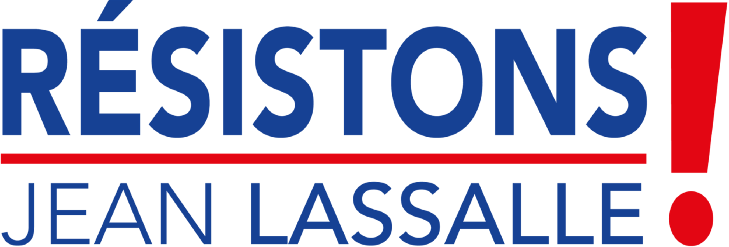
Logotype principal.
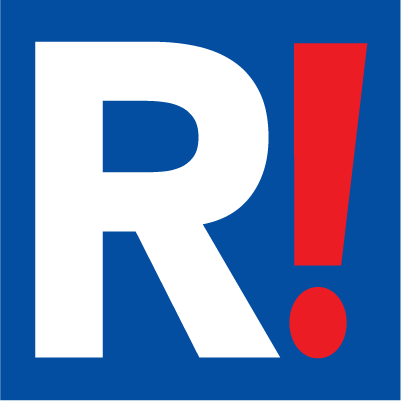
Alternative visuelle.

Le logo de Reconquête est contesté par Jean Lassalle en janvier 2022 pour qui le logo de Résistons, déposé à l'INPI le 6 décembre 2021, a été plagié ; le 14 janvier, il adresse en conséquence une lettre à Éric Zemmour lui demandant de les changer sous peine d'action judiciaire.

## Organisation
L'organisation de Résistons est composé d'un bureau et de relais départementaux.

### Relais départementaux
Le parti Résistons dispose de 48 relais départementaux. Chaque groupe local est géré par une personne nommée relais départemental. Les premiers furent créés en 2019.
Les 65 départements disposant d'un groupe local sont : Alpes-de-Haute-Provence, Ardèche, Aude, Aveyron, Bas-Rhin, Bouches-du-Rhône, Cantal, Charente, Charente-Maritime, Corrèze, Deux-Sèvres, Doubs, Drôme, Essonne, Eure, Finistère, Gard, Gers, Gironde, Haute-Loire, Haute-Garonne, Haute-Vienne, Hautes-Pyrénées, Hauts-de-Seine, Ille-et-Vilaine, Indre-et-Loire, Jura, Loire, Loiret, Lot-et-Garonne, Lozère, Maine-et-Loire, Morbihan, Moselle, Nièvre, Nord, Orne, Pyrénées-Atlantiques, Rhône, Sarthe, Seine-et-Marne, Seine-Maritime, Tarn, Var et le Vaucluse .
Il y a également des relais Résistons à l'étranger : en Belgique, au Canada et aux États-Unis.

### Jeunes avec Jean Lassalle

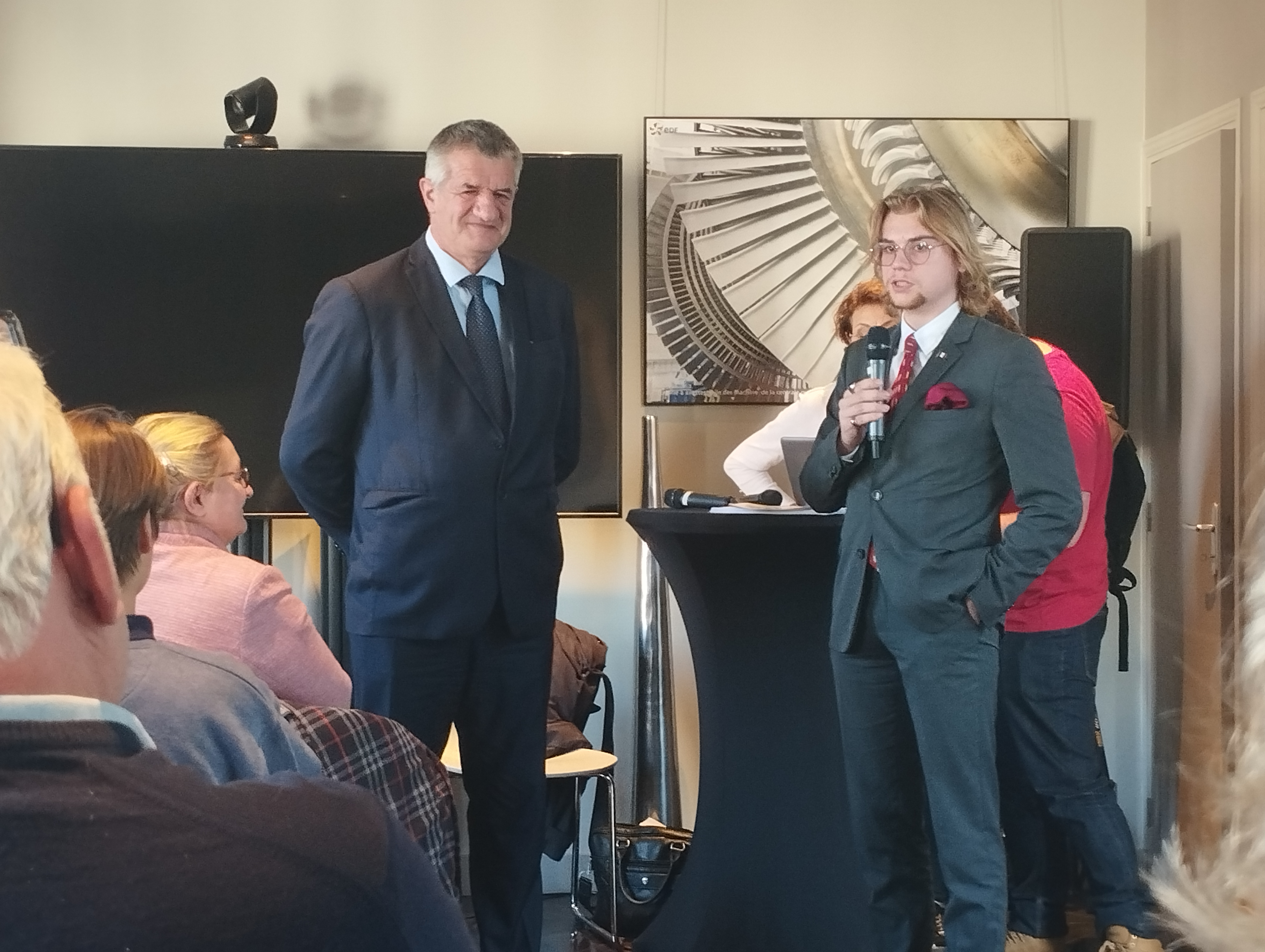
Jean Lassalle avec un membre des Jeunes avec Jean Lassalle à l'hôtel de l'industrie à Paris, en octobre 2022.

Les Jeunes avec Jean Lassalle (JJL) est le mouvement de jeunesse de Résistons.

## Résultats électoraux

### Élections présidentielles
Résistons a soutenu et investi Jean Lassalle, le président et fondateur du parti, pour l’élection présidentielle de 2017. Jean Lassalle a obtenu 435 031 voix, soit 1,21% des suffrages exprimés, se classant en 7e position sur 11 candidats. Il a été le candidat dépensant le moins d’argent pendant sa campagne : 241 573 € ont été retenus par la CNCCFP, contre des sommes variant de 400 000 € à près de 17 millions d’euros pour les autres candidats.
| Année | Tour | Candidat      | Voix      | Suffrages | Rang | Issue   |
| ----- | ---- | ------------- | --------- | --------- | ---- | ------- |
| 2017  | 1    | Jean Lassalle | 435 301   | 1,21%     | 7e   | Non élu |
| 2022  | 1    | Jean Lassalle | 1 101 387 | 3,13%     | 7e   | Non élu |

### Élections législatives

#### 2017[55]

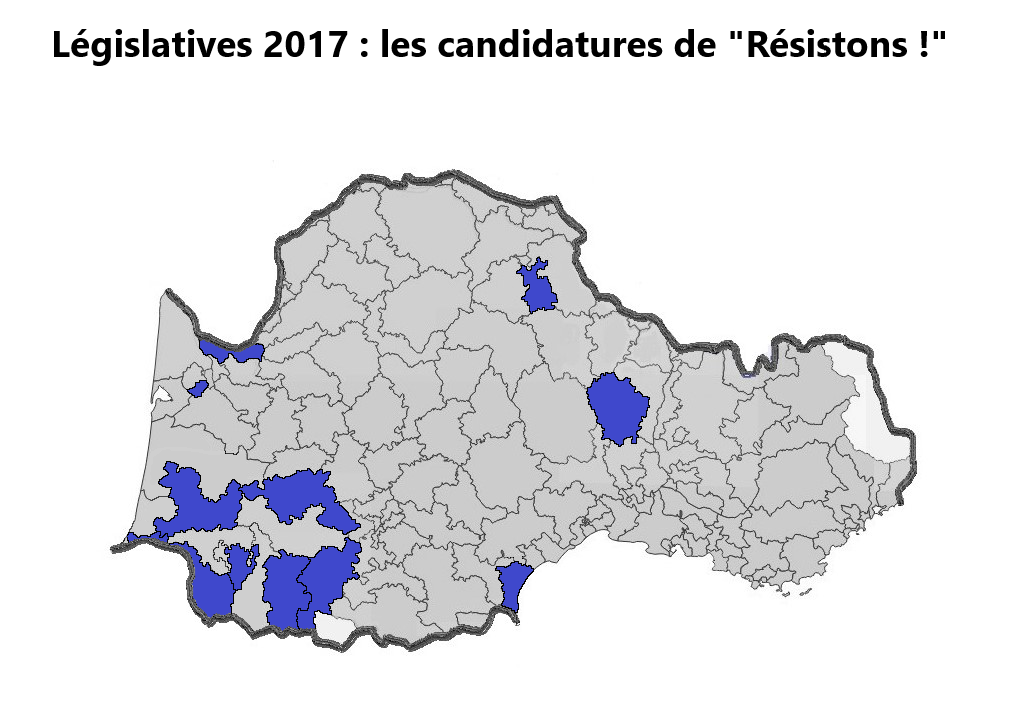
Carte des candidats de Résistons aux élections législatives de 2017 en Occitanie.

Aux élections législatives de 2017, Résistons a présenté 21 candidats, mais seul Jean Lassalle a été élu. Ceux-ci ayant tous été éliminés dès le premier tour, sauf son président, le mouvement organise un appel aux dons pour rembourser ses frais de campagne.
| Circonscription             | Tour | Candidat             | Suffrages | Issue                    |
| --------------------------- | ---- | -------------------- | --------- | ------------------------ |
| 2ede l'Allier               | 1    | Jean-Pierre Fournier | 0,68%     | Non élu                  |
| 3e de l'Ardèche             | 1    | Laurent Touzet       | 0,40 %    | Non élu                  |
| 2e de l'Aude                | 1    | Gérard Lenfant       | 0,71 %    | Non élu                  |
| 2e du Doubs                 | 1    | José Da Cruz         | 0,33 %    | Non élu                  |
| 5e de l'Eure                | 1    | Dominique Dos Santos | 0,36 %    | Non élu                  |
| 2e du Gers                  | 1    | Jacqueline Deneuve   | 0,21 %    | Non élue                 |
| 7e de Gironde               | 1    | Cécile Lafont        | 0,44 %    | Non élue                 |
| 11e de Gironde              | 1    | Denis Baldès         | 3,43 %    | Non élu                  |
| 8e de la Haute-Garonne      | 1    | David Labarre        | 1,17 %    | Non élu                  |
| 3e des Landes               | 1    | Christelle Lassort   | 1,29 %    | Non élue                 |
| 1re de Paris                | 1    | Louis-Max de Nazelle | 0,10 %    | Non élu                  |
| 4e du Puy-de-Dôme           | 1    | Roland Domas         | 0,62 %    | Non élu                  |
| 2e des Pyrénées-Atlantiques | 1    | Alain Baudorre       | 1,22 %    | Non élu                  |
| 4e des Pyrénées-Atlantiques | 1    | Jean Lassalle        | 17,71 %   | En ballotage défavorable |
| 4e des Pyrénées-Atlantiques | 2    | Jean Lassalle        | 52,79 %   | Élu                      |
| 5e des Pyrénées-Atlantiques | 1    | Rémy Iroz            | 0,82 %    | Non élu                  |
| 1re des Hautes-Pyrénées     | 1    | Jean-Bernard Achard  | 3,04 %    | Non élu                  |
| 2e du Haut-Rhin             | 1    | Marie-Paule Gay      | 1,43 %    | Non élue                 |
| 3e de Saône-et-Loire        | 1    | Sylvain Garcia       | 0,42 %    | Non élu                  |
| 11e des Hauts-de-Seine      | 1    | Wilfried Serre       | 0,37 %    | Non élu                  |

#### 2022[56],[57]
Lors des élections législatives de 2022, Résistons présente 55 candidats, mais Jean Lassalle ne brigue pas un cinquième mandat de député dans la 4ème circonscription des Pyrénées-Atlantiques en raison de problèmes cardiaqueset laisse son frère Julien Lassalle se présenter dans sa circonscription. Aucun des candidats n'atteint le second tour.

Le journaliste Laurent de Boissieu recense 57 candidats, qui obtiennent au 72 936 voix, pour 0,32% des suffrages exprimés, soit plus que Le Mouvement de la ruralité (ex-CPNT).

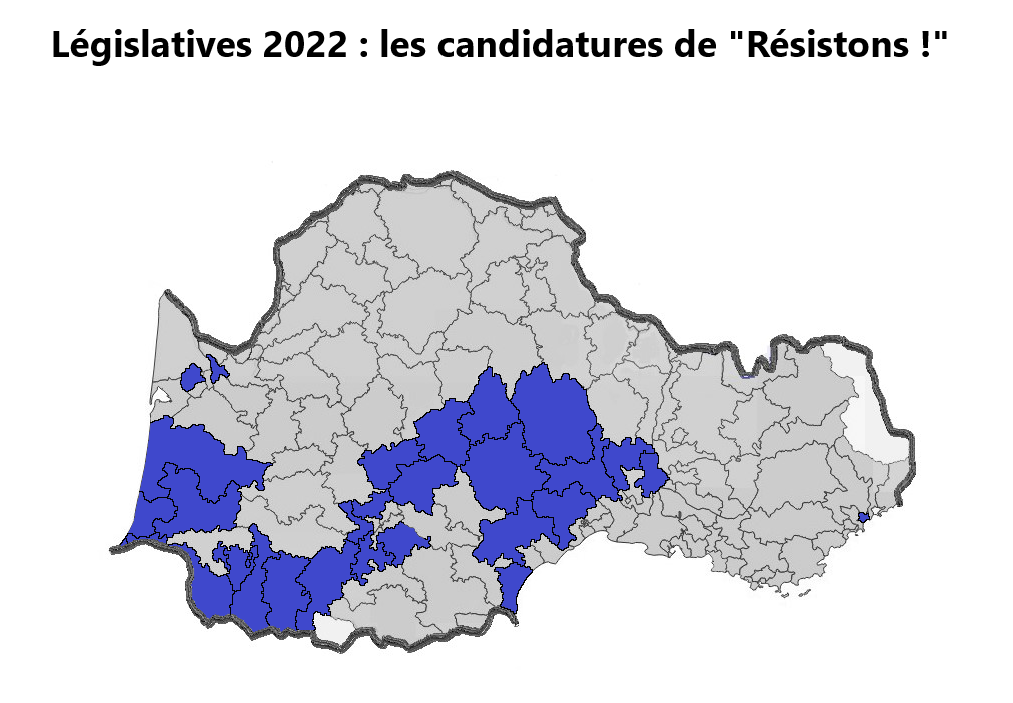
Carte des candidats Résistons aux élections législatives 2022 en Occitanie.

| Circonscription                       | Tour | Candidat                      | Suffrages | Issue    |
| ------------------------------------- | ---- | ----------------------------- | --------- | -------- |
| 6e des Alpes-Maritimes                | 1    | Philippe Touzeau-Menoni       | 1,46 %    | Non élu  |
| 1re de l'Aube                         | 1    | Lydie Pieplu                  | 1,03 %    | Non élue |
| 2e de l'Aude                          | 1    | Gérard Lenfant                | 2,11 %    | Non élu  |
| 1re de l'Aveyron                      | 1    | Antoine Da Cruz               | 3,39 %    | Non élu  |
| 2e de l'Aveyron                       | 1    | Florian Barthe                | 3,43 %    | Non élu  |
| 3e de l'Aveyron                       | 1    | Jean-Marie Daures             | 7,51%     | Non élu  |
| 6e du Finistère                       | 1    | Tiphaine Beaulieu             | 1,86 %    | Non élue |
| 7e du Finistère                       | 1    | Jacques Tanguy                | 2,30 %    | Non élu  |
| 3e du Gard                            | 1    | Christophe Prevost            | 1,35 %    | Non élu  |
| 4e du Gard                            | 1    | Dominique-Richard Passieu     | 1,93 %    | Non élu  |
| 5e du Gard                            | 1    | Antoine Capaldi               | 4,02 %    | Non élu  |
| 4e de Gironde                         | 1    | Christine Gaillard            | 1,94 %    | Non élu  |
| 6e de Gironde                         | 1    | Franck Bonhomme               | 1,16 %    | Non élu  |
| 5e de Haute-Garonne                   | 1    | Jérôme Piques                 | 2,21 %    | Non élu  |
| 6e de Haute-Garonne                   | 1    | Sylvie Bonnemaison            | 1,92 %    | Non élue |
| 7e de Haute-Garonne                   | 1    | Angélique Eymond              | 2,18 %    | Non élue |
| 8e de Haute-Garonne                   | 1    | Wilfried Serre                | 3,05 %    | Non élu  |
| 10e de Haute-Garonne                  | 1    | Baptiste Marquie              | 4,95 %    | Non élu  |
| 4e de l'Hérault                       | 1    | Jean-Noël Fleury              | 2,18 %    | Non élu  |
| 5e de l'Hérault                       | 1    | Charles Salvaing              | 2,44 %    | Non élu  |
| 2e du Jura                            | 1    | Jérôme Linda                  | 4,14 %    | Non élu  |
| 1re des Landes                        | 1    | Sébastien Cazaubon            | 5,49 %    | Non élu  |
| 2e des Landes                         | 1    | Sophie de Brosses             | 4,36 %    | Non élue |
| 3e des Landes                         | 1    | Christelle Lassort            | 4,87 %    | Non élu  |
| 5e de Loire-Atlantique                | 1    | Romain Vincent                | 1,98 %    | Non élu  |
| Lozère                                | 1    | Christophe Castan             | 6,01 %    | Non élu  |
| 2e du Maine-et-Loire                  | 1    | Miguel Lys                    | 1,34 %    | Non élu  |
| 6e du Maine-et-Loire                  | 1    | Bruno Ciofi                   | 2,44 %    | Non élu  |
| 10e du Nord                           | 1    | Marcellin Brazon              | 1,01 %    | Non élu  |
| 12e du Nord                           | 1    | Ludovic Lussiez               | 2,03 %    | Non élu  |
| 1re des Hautes-Pyrénées               | 1    | Pierre Claret                 | 3,78 %    | Non élu  |
| 2e des Hautes-Pyrénées                | 1    | Jean-Marc Dabat               | 4,31 %    | Non élu  |
| 4e de Paris                           | 1    | Jérôme Perreau                | 0,48 %    | Non élu  |
| 10e de Paris                          | 1    | Jacqueline Deneuve            | 0,58 %    | Non élue |
| 13e de Paris                          | 1    | Mickaël Marinho               | 0,86 %    | Non élu  |
| 14e de Paris                          | 1    | Catherine Kratz               | 0,45 %    | Non élue |
| 1re des Pyrénées-Atlantiques          | 1    | Jacques-Henri Soulere         | 3,69 %    | Non élu  |
| 2e des Pyrénées-Atlantiques           | 1    | Émilie Lassus-David           | 7,79 %    | Non élue |
| 4e des Pyrénées-Atlantiques           | 1    | Julien Lassalle               | 20,27 %   | Non élu  |
| 5e des Pyrénées-Atlantiques           | 1    | Hélène Susbielle              | 3,18 %    | Non élue |
| 6e des Pyrénées-Atlantiques           | 1    | Marielle Goitschel            | 3,19 %    | Non élue |
| 1re des Pyrénées-Orientales           | 1    | Anthony-Léonce-Eugène Chiffre | 0,77 %    | Non élu  |
| 3e des Pyrénées-Orientales            | 1    | Henri Guitart                 | 3,77 %    | Non élu  |
| 1re du Rhône                          | 1    | Célina Vuarin-Appa-Plaza      | 1,23 %    | Non élue |
| 9e du Rhône                           | 1    | Alexandre Chavanne            | 1,56 %    | Non élu  |
| 10e du Rhône                          | 1    | Fatiha Chanelet               | 1,16 %    | Non élue |
| 1re du Bas-Rhin                       | 1    | Yamina Grosjean               | 0,63 %    | Non élue |
| 3e de Seine-et-Marne                  | 1    | Elisa Nomellini               | 0,01 %    | Non élue |
| 9e de Seine-et-Marne                  | 1    | Pierre Moretti                | 1,43 %    | Non élu  |
| 5e de Seine-Saint-Denis               | 1    | Sonia Airouche                | 0,87 %    | Non élue |
| 2e du Tarn                            | 1    | Corinne Darmani               | 4,12 %    | Non élue |
| 1re du Tarn-et-Garonne                | 1    | Dylan Perrinaud               | 1,84 %    | Non élu  |
| 6e du Val-de-Marne                    | 1    | Benoît Willard                | 0,92 %    | Non élu  |
| 2e de l'Yonne                         | 1    | Florian Frayer                | 5,79 %    | Non élu  |
| 1re des Français établis à l'étranger | 1    | Emmanuel Itier                | 0,51 %    | Non élu  |

#### 2024
Lors des élections législatives de 2024, le parti investi 18 candidats dont Jean Lassalle dans la quatrième circonscription des Pyrénées-Atlantiques, ce dernier est battu pour la première fois à une élection législative. Au premier tour, il se classe troisième avec 10 434 voix, soit 18,05 % des suffrages exprimés, représentant 12,91 % des inscrits. Tous les candidats recueillant plus de 12,5 % des inscrits se qualifient pour le second tour. À celui-ci, Jean Lassalle recueille 13 419 voix, soit 26,16 % des suffrages exprimés, soit troisième et donc battu. Dans sa ville natale de Lourdios-Ichère, il obtient 61 voix au premier tour, soit 49,59 % des suffrages, et 62 voix au second tour, soit 50,41 %.

### Élections régionales

#### 2021
Aux élections régionales de 2021, en Occitanie, Jean Lassalle a soutenu la liste Bastir (OPN), liste à laquelle des membres de Résistons ont donc participé. Le parti aura des têtes de liste départementales dans l'Aude, l'Aveyron et la Lozère. Ainsi, qu'une liste en Nouvelle Aquitaine, celle du Mouvement pour la Ruralité, qu'il a lui même d'ailleurs symboliquement intégré en fin de liste. Cette liste à aussi des têtes de liste départementales Résistons dans la Vienne et dans les Pyrénées-Atlantiques. Dans ce dernier département, c'est Julien Lassalle, frère de Jean Lassalle qui est tête de liste.
Lors des élections régionales de 2021 en Occitanie, la liste «Occitanie écologiste et citoyenne» a obtenu 11 510 voix, soit 0,76% des suffrages exprimés, se classant en 8e position sur 9 listes.
Lors des élections régionales de 2021 en Nouvelle-Aquitaine, la liste «Le mouvement de la ruralité, résistons avec Jean LASSALLE» a obtenu 108 882 voix, soit 7,29% des suffrages exprimés, se classant en 6e position sur 8 listes.
Avec ce score (plus de 5% de suffrages exprimés) la liste aurait pu fusionner avec une liste ayant plus de 10% des voix. Cependant, au second tour, la liste de Résistons et du Mouvement Rural ont refusés de fusionner avec d'autres listes ayant des divergences politiques trop importantes.
La liste « Le mouvement de la ruralité, résistons avec Jean Lassalle » a été ignorée par les sondages. Son résultat était inattendu par les listes adverses et les commentateurs politiques.
| Région             | Tête de liste | Tête de liste          | Liste                         | Voix    | %     | Sièges   |
| ------------------ | ------------- | ---------------------- | ----------------------------- | ------- | ----- | -------- |
| Nouvelle-Aquitaine |               | Eddie Puyjalon (LMR)   | (RES - LMR - MDC - UPF - RPF) | 108 832 | 7,29% | 0 / 183  |
| Occitanie          |               | Jean-Luc Davezac (OPN) | (RES - OPN - PRS)             | 11 510  | 0,76% | 0 / 158  |
| Total              |               |                        |                               | 120 342 | 0,01% | 0 / 1757 |

### Élections européennes

#### 2024
Résistons présente 21 candidats sur la liste Alliance rurale. Créditée de 582 894 suffrages, soit 2,35 %, elle n'obtient aucun siège de député au Parlement européen.